# 伯壬旭
伯 壬旭（はく じんきょく、1940年5月2日 - ）は、株式会社シリウス代表取締役会長。本名は小島露観。伯魔壬旭、万師露観などの別名でも知られる。カルト的・右翼的な主張をしているので、宗教家・右翼思想家と扱われることもある。独自の世界観における世界戦略家。帝國ザイクス内における敬称は軍帥（ぐんすい）。

## 略歴
1940年（昭和15年）東京に生まれる。東京都立西高等学校を卒業後、東京大学理科一類に入学。東京大学工学部土木工学科を卒業後、川崎製鉄での1年間のサラリーマン生活を経て、二千年紀の世界のあるべき姿を求めて思索、研究生活に入る。多くの哲学・宗教・学問を探求した後、チベット密教に基礎を置くジュアルカル大師の「神智学」に出会う。それを学んでいく過程で全く新しい宇宙哲学「神文学（しんもんがく）」を打ち立て、世に呈示する。
伯によれば、神文学とは「神が地上に印した文（紋）を探求する学」であり「天と地の相関関係を探求する学である」という。神文学の探求は2014年現在も続いており、その過程で得た成果を元に、株式会社ザイクス・帝國ザイクスを通して様々な事業・活動を展開している。独自の占星術理論として体系化されているザラズ占星術、素戔神流魔剣などがある。1993年に発売された著書「沈黙の兵士たちへ―1995年ロスチャイルド世界が崩壊しZ帝国が誕生する」では、20世紀末以後の日本の政治体制について小島氏独自のヴィジョンを示している。

## 神文学
神文学の根本は、宇宙の根源は「時間」であるとする思想にある。これまで宗教が「神」、哲学が「絶対者」としてきたものを「時間」として規定したところに最大の特徴がある。

### アプローチ
神文学は以下の四つのアプローチを持つ。
1. .宗教的アプローチ: 古代のいろいろな宗教及び神話の真実を探る方法
2. .哲学的アプローチ: 宇宙の哲学的構造を明らかにしてゆく方法
3. .数学的アプローチ: 数学的用語を用いた説明
4. .物理学的アプローチ: 物理学的用語を用いた説明

1と2の手法において神文学は狭義的に宇宙哲学であるといえるが、神文学は数学的かつ物理学的な説明と密接に関係しており、数学的・物理学的用語を用いずに説明することは困難であるため、1と2の手法と3と4の手法は兄弟・姉妹関係にある。

### 研究分野
神文学を研究対象の分野別に分類すると、以下のようになる。
1. 宇宙哲学
2. 占星学
3. 占数学
4. 神紋学（幾何学的図形の持つ意味を探る学）
5. 言霊学
6. 方位学
7. 神話学
8. 歴史学

## 人物評
古代中国を題材にした小説家宮城谷昌光を高く評価しており、自身のブログの中で「氏は古代の凡ゆる文献に通暁されている。その意味で氏は中国古代史家である。氏は司馬遷の『史記』すら鵜呑みにしておられない。『史記』すらを歴史家の眼で校勘されている。記事を鵜呑みにはされていないのだ。氏は『史記』全文を一文字一文字、写経のように御自分の眼と手で書き写されたほどの『史記』愛読者でありながら、鵜呑みにはされていない。恐ろしく厳正な史家である。こういう気骨の人が、自分の想像を膨らませた“小説”を書く気になるか。絶対にならない。氏が書かれる人物は、その相貌から性格まで、古代という時間空間に貫入して書かれている。時間と空間は同じものを別の視点から見たものである。」と述べている。
また植物生態学者の宮脇昭を「治山治水は照葉樹林にある。日本の、いや世界の治山治水の泰斗は宮脇昭先生だ。先生の言うとおりにやれば地球の山も川も森も甦る。」と高く評価している。